# Лебедков, Андрей Дмитриевич
Андрей Дмитриевич Лебедков (1901—1978) — горный инженер, начальник комбинатов «Москвауголь», «Средазуголь», Герой Социалистического Труда.

## Биография
Родился 20 октября 1901 года в селе Корневое, ныне Скопинского района Рязанской области, в крестьянской семье. Русский.
Трудовую деятельность начал в 1914 году чернорабочим в частной пекарне в городе Скопин, затем чернорабочим мыловаренного завода. В 1917—1919 годах работал грузчиком молочного завода в Москве.
В 1919 году вернулся домой, работал вагонщиком на шахте № 29 в поселке Побединка (Скопинский район Рязанской области). В 1922 году окончил школу горных десятников.
В 1922—1924 годах проходил срочную службу в Красной Армии. После демобилизации остался в Москве. Работал грузчиком молочного завода «Маслоцентр». В 1925 году вступил в ВКП(б)/КПСС. С 1927 года работал председателем местного комитета профсоюзов того же завода, с 1928 года — заведующим отдела снабжения завода.
В 1930 году закончил два курса коммунистического вечернего университета им. Свердлова в Москве, в 1935 году — Московский горный институт. По окончании учёбы был направлен на работу в Подмосковный угольный бассейн. Работал главным инженером шахты № 19 поселка Болховка (Тульская область).
В 1937—1938 годах — начальник технического отдела и заместитель главного инженера треста «Тулауголь», в 1938—1939 годах — управляющий трестом «Сталиногорскуголь». В 1939—1941 годах — управляющий сланцевым рудником в поселке Горный (Саратовская область).
В начале 1941 года переведен главным инженером треста «Молотовуголь» (город Узловая, Тульская область). В первые месяцы Великой Отечественной войны по приказу наркома угольной промышленности организует эвакуацию подмосковных шахтеров, и отправку горношахтного оборудования в восточные угольные районы страны. В декабре 1941 года возглавил трест и руководил им все военные годы. После освобождения территории Подмосковного угольного бассейна от гитлеровцев в исключительно трудных условиях успешно организовал шахтеров на быстрейшее восстановление разрушенных и затопленных гитлеровцами шахт. Уже через три года шахты Мосбасса давали угля в два с лишним раза больше, чем до войны.
В январе 1945 года назначен начальником комбината «Москвоуголь» (город Сталиногорск, ныне — Новомосковск Тульской области). На протяжении всего периода послевоенной пятилетки горняки бассейна ежегодно и намного превышали плановые задания. Уже в 1948 году был достигнут уровень добычи угля, запланированный на 1950 год. Сверх плана были выданы сотни тысяч тонн угля и свыше двадцати пяти миллионов рублей накоплений. Видную роль в достижении успехов подмосковных угольщиков сыграл начальник комбината «Москвоуголь» горный генеральный директор III ранга А. Д. Лебедков. В 1949 году комбинат достиг довоенной производительности труда. Велись большие работы по переводу шахт на полную механизацию всех процессов добычи угля.
Указом Президиума Верховного Совета СССР от 28 августа 1948 года за выдающиеся успехи в деле увеличения добычи угля, восстановления и строительства угольных шахт и внедрение передовых методов работы, обеспечивающих значительный рост производительности труда, Лебедкову Андрею Дмитриевичу присвоено звание Героя Социалистического Труда с вручением ордена Ленина и золотой медали «Серп и Молот».
В январе 1951 года переведен на должность начальника комбината «Средазуголь» (в 1957—1963 и 1966—1970 годах — «Узбекуголь»). Комбинат под его руководством из года в год выполнял государственные планы добычи и реализации угля. Успешно руководил предприятием до выхода на пенсию в августе 1970 года.
Жил в городе Ташкент. Скончался 7 сентября 1978 года.

## Политическая деятельность
Депутат Верховного Совета СССР 2-го и 3-го созывов, Верховного совета Узбекской ССР 4-7-го созывов, был заместителем председателя Верховного Совета Узбекской ССР 7-го созыва. Делегат 23-го съезда КПСС, член Ташкентского обкома партии.

## Награды
Награждён двумя орденами Ленина (04.07.1942, 28.08.1948), орденом Трудового Красного Знамени (04.07.1942), двумя орденами «Знак Почёта» (17.02.1939, 11.01.1957), медалями, в том числе «За трудовое отличие» (01.03.1965).